# Partenavia Costruzioni Aeronautiche
Partenavia Costruzioni Aeronautiche S.p.A — итальянский производитель лёгких самолётов.

## История
Предприятие было основано в 1952 году профессором Неаполитанского университета Луиджи Паскалем (Luigi Pascale) и его братом Паоло. Изготовленные самолёты использовались в основном аэроклубами и частными лицами.
В 1970 году открыт новый производственный комплекс в г. Казория провинции  Неаполь (регион Кампания, Италия). Завод выпускал запчасти к самолётам McDonnell Douglas MD-80 и Boeing 747.
В июле 1981 года Partenavia вошла в корпорацию Aeritalia.
В 1986 году, Луиджи Паскаль и другой его брат Джованни основали компанию Costruzioni Aeronautiche Tecnam.
В 1992 году работало около 50 человек.
В 1993 году корпорация Aeritalia продала Partenavia миланской фирме Aercosmos S.p.A.
В 1996 году Partenavia был признан несостоятельным.
В 1998 году фирма Vulcanair S.p.A купила права на товарный знак Partenavia.

## Самолёты
- Partenavia P.48[англ.] Astore — двухместный высокоплан, выпущен в 1952 году (1 шт.)
- Partenavia P.52[англ.] Tigrotto — двухместный моноплан, выпущен в 1953 году (1 шт.)
- Partenavia P.53[англ.] Aeroscooter — одноместный самолёт, выпущен в 1951 году по заказу Марио де Бернади (1 шт.)
- Partenavia P.55[англ.] Tornado — двухместный самолёт цельнодеревянной конструкции, выпущен в 1956 году, достиг максимальной скорости 348 км/час (1 шт.)
- Partenavia P.57[англ.] Fachiro — двухместный туристический самолёт, выпускался в 1958—59 годах
- Partenavia P.59[англ.] Jolly — двухместный самолёт, выпущен в 1960 году (2 шт.)
- Partenavia P.64 Fachiro III —  четырёхместный туристический самолёт (1 шт.)
- Partenavia P.64B[англ.] Oscar —  четырёхместный самолёт, выпускался с 1965 года в Италии и ЮАР (AFIC RSA 200 Falcon)
  - Partenavia P.66B Oscar — двухместный вариант P.64B Oscar
  - Partenavia P.66C Charlie —  четырёхместный самолёт, выпускался с 1976 года
  - Partenavia P.66D Delta — модификация P.66B Oscar (1 шт.)
  - Partenavia P.66T Charlie — тренировочная модификация P.66B Oscar (1 шт.)
- Partenavia P.68 Victor — шести-семиместный самолёт, выпускался с 1970 года
  - Partenavia AP.68TP-300 Spartacus — модификация P.68 Victor с турбовинтовым двигателем
  - Partenavia AP.68TP-600 Viator — модификация P.68 Victor с турбовинтовым двигателем и убирающимися шасси
- Partenavia P.70[англ.] Alpha — двухместный самолёт, выпущен в 1972 году (1 шт.)
- Partenavia P.86[англ.] Mosquito — двухместный самолёт, выпущен в 1986 году (1 шт.)